# Liwerant
Liwerant, z niemieckiego Lieferant – w starszej polszczyźnie dostawca wojskowy czy dworski. Funkcja liweranta dworskiego nadal istnieje w niektórych monarchiach, np. szwedzkiej - Kunglig hovleverantör czy duńskiej - kongelig hovleverandør.
Tytuł jest nadawany za specjalne zasługi przez dwór królewski.